# Porsche Tennis Grand Prix 2003 - Doppio
Il doppio del torneo di tennis Porsche Tennis Grand Prix 2003, facente parte del WTA Tour 2003, ha avuto come vincitrici Lisa Raymond e Rennae Stubbs che hanno battuto in finale Cara Black e Martina Navrátilová con il punteggio di 6–2, 6–4.

## Teste di serie
1. Cara Black /  Martina Navrátilová (finale)
2. Lisa Raymond /  Rennae Stubbs (campionesse)

1. Conchita Martínez /  Paola Suárez (quarti di finale)
2. Liezel Huber /  Magdalena Maleeva (quarti di finale)

## Tabellone

### Legenda
| - Q = Qualificato - WC = Wild card - LL = Lucky loser | - ALT = Alternate - SE = Special Exempt - PR = Protected Ranking | - w/o = Walkover - r = Ritirato - d = Squalificato |